# Estació de Zona Universitària
|  | Per a l'estació de tramvia del Trambaix vegeu Estació de Zona Universitària (Trambaix) |

Zona Universitària és una estació de la línia 3 i 9 del Metro de Barcelona. Està situada sota de l'Avinguda Diagonal, entre el carrer González Tablas i l'avinguda Doctor Marañón, al districte de les Corts de Barcelona.
L'estació de la línia 3 es va inaugurar el 1975 i era habitual en la premsa de l'época que aparegués amb el nom de Ciudad Universitaria tot i que el seu nom oficial era l'actual. Des de la seva obertura és la capçalera de la Línia 3, si bé al principi estava a la línia IIIB per diferències de tensió que no permetien l'explotació conjunta de tota la línia.
A l'estació de la L9/L10 del metro de Barcelona hi tenen parada trens de la L9 i en un futur de la L10. La previsió inicial era obrir-la l'any 2007, posteriorment es donava com a data l'any 2011, però donats els contratemps, només es va posar en servei com a terminal de la tram sud de la L9 fins a Aeroport T1 el 12 de febrer de 2016, a l'espera de l'arribada de la L10 procedent de la Zona Franca i la connexió amb el tram nord de les línies.
| Metro de Barcelona              |                                  |       |             |                        |
| Procedència/Destinació          | <                                | Línia | >           | Procedència/Destinació |
| terminal                        | terminal                         |       | Palau Reial | Trinitat Nova          |
| Aeroport T1                     | Collblanc                        |       | terminal    | terminal               |
| Projectat                       |                                  |       |             |                        |
| Sant Feliu                      | Finestrelles \| Sant Joan de Déu |       | Palau Reial | Trinitat Vella         |
| Aeroport T1                     | Camp Nou                         |       | Campus Nord | Can Zam                |
| Pratenc                         | Camp Nou                         |       | Campus Nord | Gorg                   |
| Font recorregut: PDI 2009-2018. |                                  |       |             |                        |

## Accessos
- Av. Diagonal - Facultat d'Economia i Empresa (2 accessos)
- Av. Diagonal - Av. Doctor Marañón (2 accessos)
- Av. Doctor Marañón - Campus Sud (1 accés adaptat)